# Gagea luberonensis
Espèce
Gagea luberonensis est une espèce de plantes à bulbe du genre des gagées et de la famille des Liliacées. Elle a été décrite en 1998 par Jean-Marc Tison dans la revue Le Monde des Plantes. C'est un hybride entre Gagea bohemica et Gagea dubia.